# Johnsonhogna
Die Johnsonhogna (norwegisch) ist ein 2260 m hoher und teilweise eisbedeckter Berg in der Heimefrontfjella des ostantarktischen Königin-Maud-Lands. Er ragt im nordwestlichen Teil der Tottanfjella auf.
Wissenschaftler des Norwegischen Polarinstituts benannten ihn 1973 nach Colin Johnson (* 1930) vom Falkland Islands Dependencies Survey, einem der ersten Menschen, welche die Heimefrontfjella besucht hatten.